# 万庆良
万庆良（1964年2月12日—），男，广东五华人，中华人民共和国政治人物。中国共产党第十八届中央委员会候补委员。中共中央党校研究生院在职研究生班经济管理专业硕士，华南理工大学管理科学与工程专业博士，在职研究生学历。历任中共蕉岭县委书记、中共梅州市委常委、中国共青团广东省委书记、揭阳市市长、中共揭阳市委书记、广东省人民政府副省长、广州市市长、中共广州市委书记、中共广东省委常委等职。2014年因涉嫌严重违纪违法被调查。
2014年10月9日，萬慶良被開除黨籍及公職，移交司法機關。同年10月9日被广西警方刑事拘留，10月17日被广西壮族自治区人民检察院逮捕。2016年9月30日，南宁市中级人民法院公开宣判，万庆良犯受贿罪，判处无期徒刑，剥夺政治权利终身，并处没收个人全部财产；对万庆良受贿所得财物予以追缴，上缴国库。

## 生平

### 早年经历
万庆良1964年2月12日生于广东省五华县河口镇河口村，其家族本姓谢，万庆良原来叫黄庆良，父亲是大埔高陂人，万庆良早年因家庭变故，随母亲回到五华生活，在大埔还有个亲生哥哥，叫黄国良，万庆良跟了母亲的万姓，家裡还有个比他大8岁的同胞姐姐，姐姐幼时在家务农，供万庆良读书。14岁时万庆良每天徒步5公里到镇上念高中。虽然家中贫困，16岁第一次高考失利后，他转到条件更好的水寨一中就读。1981年高考万庆良考取嘉应师范专科学院（现嘉應學院）中文系。在校期间，他积极投稿到中文系自办文艺刊物《百花洲》，还曾任《秋野》杂志社副主编。他在学报上发表的一篇论文《略述先秦启蒙美学家伍举的美学思想》，学报主编赖绍祥曾怀疑是代笔作品，得到万的明确解释。万庆良又把论文寄给文学批评史专家，中山大学中文系教授黄海章，得到回复。
毕业后万庆良留在嘉应师专中文系，担任辅导员、团总支书记等职务，并娶学妹为妻，婚后生育一子。万庆良的妻子是他在嘉应师专学校同专业的师妹，出身于梅州大埔县电视台干部家庭。她曾先后任广东省保监局人事教育处处长、广东电网公司纪委副书记。知情人士称，和万庆良一样，其早年也是教师出身。

### 初入官场
1986年万庆良进入梅州市委宣传部。他从讲师团教员做起，继宣传科干事、文明办主任后，一步一步做到了副部长，在担任副部长期间曾到中央党校学习10个月。1995年他被派到蕉岭县挂职县委副书记。1998年，他以梅州市委常委身份，正式担任县委书记。

### 转入省委、主政广州
2000年，万庆良升任中国共青团广东省委书记。有记者称他记性很好，能记得每一个跑团省委线记者的名字。2004年10月，萬慶良調任中共揭陽市市委書記。期间，他与當時的揭阳市長陈弘平（後升任揭陽市委書記）共用一名情妇，情妇为万庆良和陈弘平各生下一个儿子。2008年1月，在广东省人大会议上，万庆良高票当选为广东省人民政府副省长。2010年，万庆良转而出任中共广州市委副书记、市长一职。万上任不久即搞“铁腕拆违（违章建筑）”，被其他人诟病为博宣传。他又在媒体发表大量廉政口号，如“‘德为重、民为天’，人民政府为人民。”“‘公生明、廉生威’。我深知，市长就必须干净干事，堂堂正正做人。”万庆良任市长期间广州市成功举办了2010年亚洲运动会。2013年的广州市纪委三次全会上，万庆良称“我们睁开眼睛，看看别人也看看自己，给自己敲响警钟，别把自己毁了。要掂量掂量反腐倡廉的重要性，不要因为个人贪腐，影响党和国家事业，影响家庭生活，破坏家庭幸福。”
万庆良也曾带队三次获得广州国际龙舟邀请赛冠军。

## 违法违纪被查

### 前奏
2013年初，万庆良的原同事，揭阳原市委书记陈弘平因为涉嫌严重违纪问题，被中共广东省纪委立案调查。11月，同为华南理工大学第三届EMBA学员，与万关系密切的创鸿集团董事长黄鸿明被捕。12月19日万的部下，原广州市副市长、增城市委书记曹鉴燎涉嫌严重违纪。万庆良变得低调，甚至不允许本地媒体上刊发他的大幅照片。市委只要求每个报社派一名文字记者，摄影照片统一由专人拍摄提供，但提供的照片只有全景，并没有万庆良的开会照片。

### 正式被查
2014年6月26日，万庆良在党的群众路线教育实践活动专题会议上强调，“自我批评，要怕不辣，互相批评，要不怕辣。”第二天，他在参加省政府会议时被调查人员带走，原定的调研广州大学计划被取消，中纪委、监察部网站正式宣布万庆良涉嫌严重违纪违法，目前正接受组织调查。当时，他是中共十八大以来第三位落马的中共第十八届中央委员会候补委员，也是十八大以来第32位、2014年以来第14位落马的省部级官员。同日，中共官方报纸《人民日报》对万庆良被带走一事发表社论说：“出来混总是要还的，谁贪污腐败，谁就是下一个被突然带走的人！”6月30日，万庆良被免去廣東省委常委、廣州市委書記职务。7月4日，其部下广州市国土资源与房屋管理局局长李俊夫被带走调查，此人与万庆良关系密切，常在一起打球、游泳。
2014年10月9日，萬慶良被開除黨籍及公職（即“双开”），移交司法機關。中纪委官网通报称，万庆良利用职务上的便利为他人谋取利益，索取、收受巨额贿赂；严重违反中央八项规定，多次出入私人会所，上述行为已构成严重违纪违法。
2014年10月23日，中国共产党第十八届中央委员会第四次全体会议（十八届四中全会）审议并通过了中共中央纪律检查委员会关于万庆良严重违纪问题的审查报告，确认中央政治局之前作出的给予万庆良开除党籍的处分。另外，万庆良所进入的私人会所（位于白云山风景区）也被勒令停业。
港媒报道，2008年万在主政揭阳时期曾向周永康之子周斌进贡5000万元，游说中石油董事长蒋洁敏将一个世界级石化项目落户揭阳。

### 被羁押、审判和受审
2014年10月9日，万庆良因涉嫌受贿被广西警方刑事拘留。同年10月17日被广西壮族自治区人民检察院逮捕。2015年12月25日，南宁市中级人民法院一审受理了万庆良案。万庆良被控受贿1亿1125万余元。2016年9月30日，南宁市中级人民法院公开宣判，万庆良犯受贿罪，判处无期徒刑，剥夺政治权利终身，并处没收个人全部财产；对万庆良受贿所得财物予以追缴，上缴国库。
南宁市人民检察院在起诉万庆良时，曾指控其收受揭阳创鸿集团有限公司董事长黄鸿明所送的3790万港元、价值705万元人民币的翡翠饰品25件。2017年2月8日，广西壮族自治区人民检察院南宁铁路运输分院公开发布消息称，南宁铁路运输法院已认定创鸿集团有限公司向万庆良行贿共计价值3914.83万元的财物，判处罚金人民币400万元。黄鸿明作为创鸿集团的直接负责人员，其行为已构成单位行贿罪，判处其有期徒刑2年11个月。
2014年12月18日，万庆良出现在反腐题材系列电视专题片《作风建设永远在路上》第四集《党风正 民风淳》中。

## 争议

### 规划之神
据了解，万庆良在广东官场素以喜欢大拆大建而“闻名”。在其担任广州市委书记期间，广州一系列新城的规划在调整后相继公布，包括金融城、医药城、教育城、生态城等16个新城。这一系列规划遭到了诸多人士批评。一位广东省政协委员认为，广州新城规划很多是以权力和资本主导，以土地空间效益为目标、以各种商业产业城为旗号的城市规划模式，值得警惕。有学者评价广州是“城”最多的城市，然而多个“城”开发下来，让人只看到房地产项目，却不见原定的产业功能。
国际知名规划专家、被誉为新加坡“规划之父”的刘太格曾表示，他在中新广州知识城规划中遭遇了种种“挫折”，希望大家不要再叫他“规划之父”了，因为他在广州遇到了“规划之神”（指万庆良）。

### 环岛轻轨计划
万庆良主政广州时，在海珠区建设环岛轻轨的计划受到了部分学者的批评。

### “我租的房子才600元”
在主政广州期间，万庆良经常有出格的举止，因在楼价飙升的情况下，发表“我租的房子才600元”的言论被网民戏称为“六百帝”和“六百万”。

### 共用情妇丑闻
据媒体报道，中共广东省纪委在查办原中共揭阳市委书记陈弘平案时，发现陈有情妇并育有一子。在询问该涉案女子时，其最终供出与万庆良亦秘密育有一子。另称，万庆良结识该女子在先，万庆良、陈弘平两人彼此之间对对方的事均不知情。陈、万两人共用情妇为许秋琳，1970年7月8日出生，曾用名许小婉，为揭阳市润昕建安工程有限公司的实际控制人。据媒体报道，2007年至2011年间，许与前夫吴松光，通过向时任揭阳市公路局局长郑松标与时任揭阳市公路局总工程师室主任罗荣辉（均已落马）行贿，陆续承包揭阳市公路局的7个工程，包括揭阳潮汕机场进场路新建工程。2016年4月，许秋琳以行贿罪被广东省高级人民法院终审判处有期徒刑6年，其前夫吴松光则被认定为共同行贿犯罪中的从犯，终审判处5年有期徒刑。

## 轶事
2011年政府组织的横渡珠江中，万庆良以一个月的游泳学习经历获得第二名而被引为笑谈。

## 家庭
万庆良的妻子是他在嘉应师范专科学校同专业的师妹，出身于梅州大埔县一个普通农家，并非传闻所称拥有深厚的家族背景。她曾先后任广东省保监局人事教育处处长、广东电网公司纪委副书记。知情人士称，和万庆良一样，其早年也是教师出身。
万庆良与妻子育有一子，名叫万鸿基，曾就读中山大学行政管理专业。目前在南方电网工作。